# Yuquot
Yuquot (gelegentlich auch Yukot oder Friendly Cove) ist eine Siedlung an der Westküste von Vancouver Island (Kanada). Administrativ gehört die Siedlung zum sie umgebenden, etwa 83 Hektar großen Indianerreservat YUQUOT No. 1. Yuquot ist das soziale, wirtschaftliche und ökonomische Zentrum der dort ansässigen Mowachaht, die zu den First Nations in Kanada zählen. Sie gehören wiederum der heute 16 Gruppen umfassenden Ethnie der Nuu-chah-nulth an, die entlang der Westküste der Vancouver-Insel leben. Yuquot bedeutet in der Sprache der Nuu-chah-nulth, dem südlichen Wakash, etwa „Wo der Wind aus allen Richtungen weht“, was treffend die wechselnden Bedingungen umreißt, denen der exponierte Ort ausgesetzt ist.
Die Bedeutung des Ortes wurde im Dezember 1997 vom Minister of Canadian Heritage (etwa: Minister für das kanadische (Kultur-)Erbe) im Wesentlichen aufgrund dreier Argumentgruppen erklärt:
1. war das Dorf Zentrum der 17 Stämme, die in der Nootka-Sund-Region lebten, und mindestens seit 2300 v. Chr. besiedelt. Dort entwickelte sich wohl auch die Walfangkultur, die sich bis heute im Whalers' Washing House, aber auch im Recht auf begrenzte, traditionelle Waljagd manifestiert.
2. wurde der Ort der Fokus des Streits, der Nootka-Sound-Kontroverse, um die kolonialen Machtsphären im Pazifik zwischen Spanien und Großbritannien, aber auch Russland und später den USA. Dabei spielten die ansässigen First Nations eine entscheidende Rolle. Zugleich war der Ort kurzzeitig der nördlichste Handelsstützpunkt Spaniens im Pazifik und der einzige in Kanada. Schließlich gelang es den First Nations für einige Jahrzehnte nicht nur am Dreieckshandel zwischen Europa, China und Nordwestamerika zu partizipieren, sondern ein eigenes Handelssystem zu entwickeln, das auf den Fellen von Seeottern und später Bibern basierte.
3. war der Ort der entscheidende Zankapfel zwischen Spanien und Großbritannien während der Nootka-Sound-Kontroverse von 1789 bis 1795, wobei die Mowachaht eine wichtige Rolle spielten. Zugleich war es von 1785 bis 1795 der erste Seeotterfell-Handelsplatz auf Vancouver Island. 1825 endete dieser Handel mit dem Besuch des letzten Seeotterhändlers.

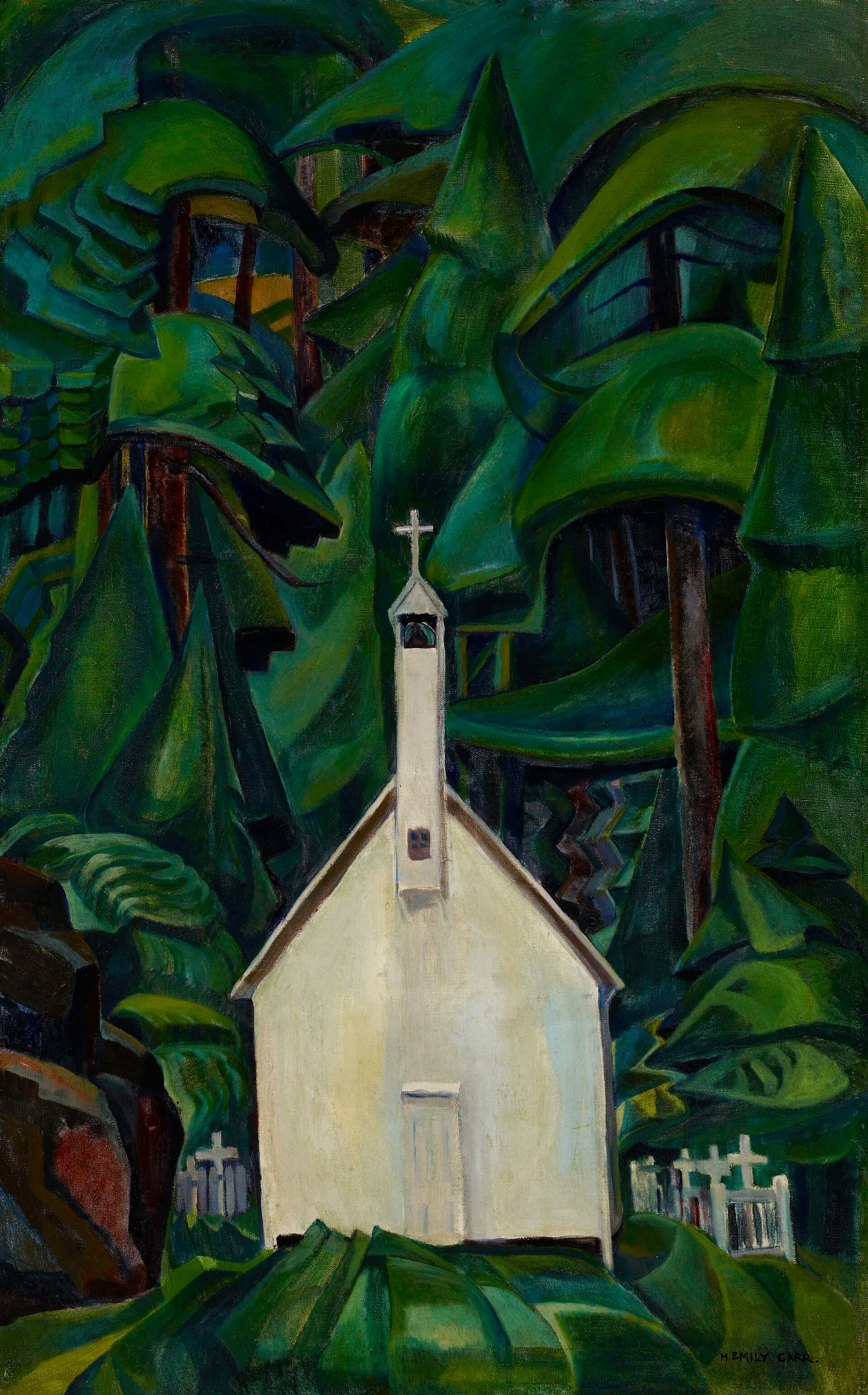
Indian Church von Emily Carr, 1929, Öl auf Leinwand, 108,6 × 68,9 cm, Art Gallery of Ontario; dort in Church at Yuquot Village umbenannt.

Auf Grund dieser schon früher erkannten Bedeutung wurde Yuquot bereits am 25. Mai 1923, von der kanadischen Regierung, zur National Historic Site of Canada erklärt.
In Yuquot versammelten sich regelmäßig die Häuptlinge der Nuu-chah-nulth-Stämme. Jeder Stamm hatte ein eigenes Haus, wobei der jeweils mächtigste und einflussreichste das größte innehatte. Die Holzschnitzarbeiten, die die Häuser und vor allem die großen Pfähle zierten, waren nur an Festtagen und zu Zeremonien zu sehen, ansonsten waren sie verhüllt. Als John Webber, der Schiffszeichner von James Cook, sie nach einer Feier zeichnen wollte, waren sie schon wieder verhüllt. Gegen einen kleinen Tribut, wurden sie jedoch für die Dauer seiner Skizzierungsarbeiten enthüllt.
Die Häuptlinge, die sich hier versammelten, brachten üblicherweise Tribute mit, wobei die Gastgeber im Gegenzug großartige Feste, ein Potlatch, veranstalteten.
Als „Friendly Cove“ wurde der natürliche Hafen, frei von Felsen und Riffen, leicht zu erreichen und von erfahrenen Händlern bewohnt, schnell in Händlerkreisen bekannt. Yuquot wurde zum einzigen Zugangsort zum „Markt“ für Seeotterfelle, bis die Bestände kurz vor der Ausrottung standen. In der Gegend haben wohl mehr als 5000 Menschen gelebt.
Um diese Zeit hatte Yuquot mehr als 1000 Einwohner, heute jedoch wohnt dort nur noch eine einzige Familie ganzjährig. Die Mowachaht sind nur wenig mehr als 300 Menschen. 1951 vereinigten sie sich mit den benachbarten, um Muyaah Bay ansässigen Muchalaht.
1881 errichtete Kanada ein 85 ha umfassendes Reservat Yuquot. 1966 überredete das Department of Indian Affairs den Stamm, nach Ahaminaquus an der Mündung des Gold Rivers umzuziehen. Dort gab es Arbeit in der Zellstofffabrikation. Doch die Bedingungen auf dem nur 3,6 ha großen Gebiet waren schlecht, es gab keine Entwicklungsmöglichkeiten, die Arbeit war ungesund.
Jahrelang wurde diskutiert, was zu tun sei, doch erst 1996 beschloss der Stamm den Umzug nach Tsaxana, weiter im Inland. Auf 40 ha entstand ein neuer Ort innerhalb des 120 ha großen Reservats. Doch Fischfang und Holzeinschlag gingen bald zurück, so dass man heute auf Tourismus setzt. Dabei achtet man darauf, die Natur nicht zu überfordern, indem man z. B. auf dem West Coast Trail die Zahl der Besucher begrenzt. Im Gegensatz zu den schnellen Motorbooten für Walbeobachtungen, die beispielsweise aus Victoria herbeikommen, um die 85 residenten Orkas zu beobachten, und dabei die für die Jagd notwendigen Ultraschallsignale der Tiere stören, achten die Mowachaht-Muchalaht darauf, dass die Wale nicht durch Lärm gestört werden. Besonders wichtig ist ihnen dabei, dass Yuquot selbst von der schnell wachsenden Tourismusindustrie nicht zerstört wird – daher die extrem dünne Besiedlung.

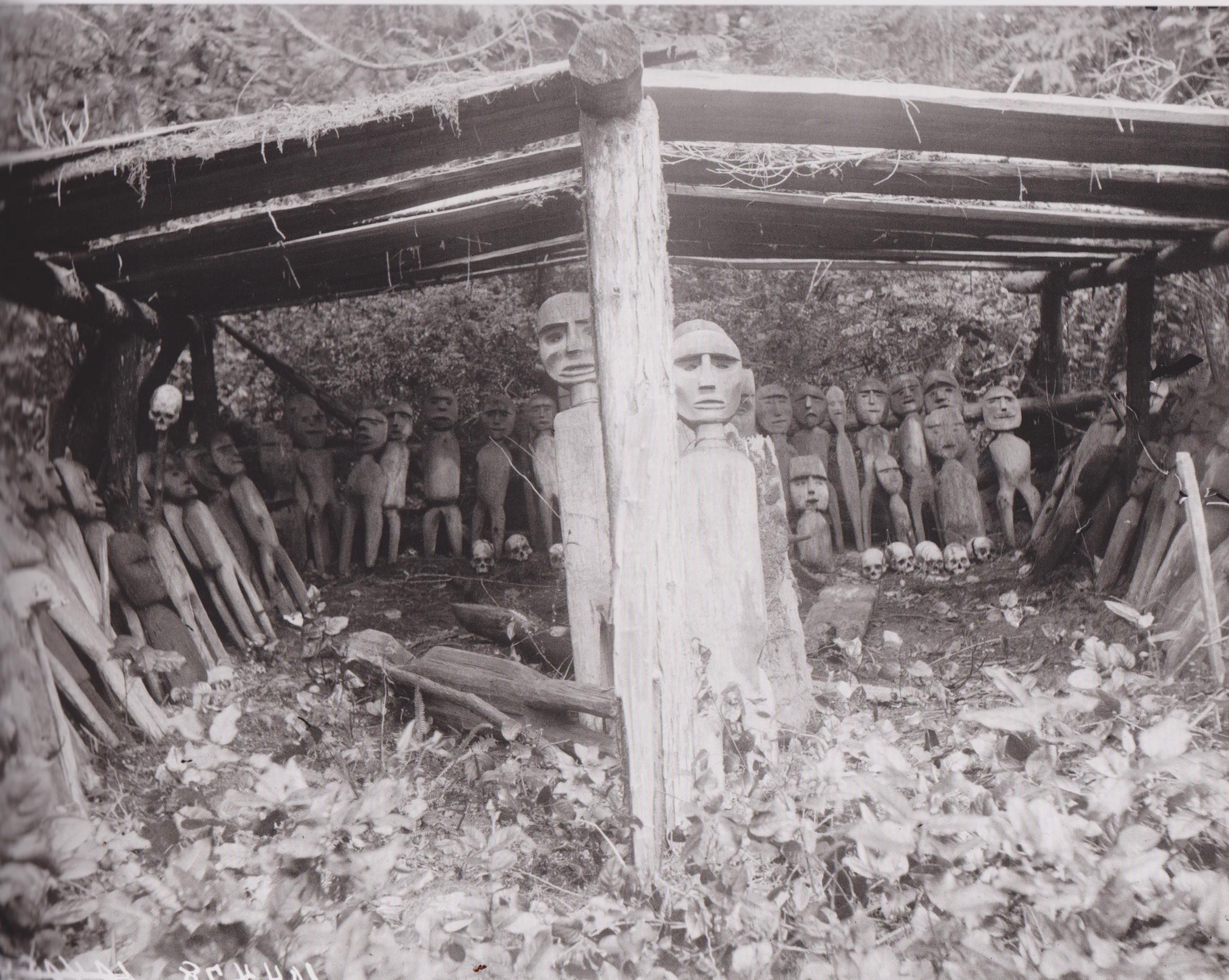
Der Yuquot Whalers' Shrine oder Washing House

Nun versuchen die Mowachaht das Whalers' Washing House, das 1904 nach New York City (heute im American Museum of Natural History) verbracht wurde, zurückzuholen. Seit den 80er Jahren wurde der genaue Standort auf der Insel im See hinter Yuquot festgestellt (Lake Jerritt), um das Haus zum Weltkulturerbe erklären zu können. Die Rückkehrverhandlungen laufen noch.
Die bis 1960 genutzte Kirche bei Yuquot wurde inzwischen zum Touristikzentrum umgebaut. Dazu kamen 1995 Kopien der Totempfähle, die dem Royal British Columbia Museum übergeben wurden. Auch die alten Pfade (Trails) wurden wiederhergestellt, der Friedhof von Unrat befreit, sechs Cabins (Holzhütten) erlauben längere Aufenthalte im Westen von Yuquot. Schließlich wurde 1996 der Hafen wiederhergestellt, so dass nun wieder Schiffe anlegen können.
Im August kommen zahlreiche junge Mowachaht auf den Camp- und Karawanplätzen zusammen, wo traditionelle Tänze gelehrt werden, aber auch Gesang und Geschichtenerzählen. Zugleich bietet sich hierbei Gelegenheit, Yuquot wieder zum Mittelpunkt der oralen Tradition der Geschichtsüberlieferung zu machen. Jüngste Untersuchungen dokumentierten 171 archäologische Stätten, davon 92 Dörfer und temporäre Siedlungen, dazu Fischfallen, Beerdigungsstätten, Pfade usw.

## Belege
1. ↑  Reserve/Settlement/Village Detail – YUQUOT No. 1. Crown-Indigenous Relations and Northern Affairs Canada, 3. Mai 2024, abgerufen am 4. Juli 2024.
2. ↑  Andrew Scott: The Encyclopedia of Raincoast Place Names: A Complete Reference to Coastal British Columbia. Harbour Publishing, Madeira Park, BC 2009, ISBN 978-1-55017-484-7, S. 657.
3. ↑  Yuquot National Historic Site of Canada. In: Canadian Register of Historic Places. Abgerufen am 17. Oktober 2013.